# Publio Calvisio Tulo Rusón
Publio Calvisio Tulo Rusón  fue un senador romano de los siglos I y II, que desarrolló su cursus honorum bajo los imperios de Domiciano, Nerva y Trajano.

## Carrera pública
Era hijo de Publio Calvisio Rusón, consul suffectus en 79, bajo Vespasiano. Su único cargo conocido fue el de consul ordinarius en 109, bajo Trajano, aunque la Historia Augusta afirma que fue cónsul una segunda vez, en 121
Casado con Catilia, sus hijos fueron Publio Calvisio Julio Frontino y Domicia Lucila, quien se casó con Marco Annio Vero y fue madre del emperador Marco Aurelio, quien, por tanto, era nieto de Calvisio Tulo Rusón y nació en casa de su abuelo.